# Quyền LGBT ở Aruba
Quyền đồng tính nữ, đồng tính nam, song tính và chuyển giới ở Aruba là quốc gia cấu thành của Vương quốc Hà Lan có thể phải đối mặt với những thách thức pháp lý mà những người không phải LGBT không gặp phải. Cả hai hoạt động tình dục đồng giới nam và nữ đều hợp pháp trong Aruba, nhưng các cặp đồng giới có quốc tịch Hà Lan phải đi đến Hà Lan hoặc đô thị đặc biệt để kết hôn và sự bảo vệ hợp pháp của hôn nhân không phải là vô điều kiện. Kể từ tháng 10 năm 2016, quan hệ đối tác đã đăng ký đã có sẵn cho cả các cặp đôi khác giới và đồng giới.

## Bảng tóm tắt
| Hoạt động tình dục đồng giới hợp pháp                               | Yes                                         |
| Độ tuổi đồng ý                                                      | Yes                                         |
| Luật chống phân biệt đối xử trong việc làm                          | No                                          |
| Luật chống phân biệt đối xử trong việc cung cấp hàng hóa và dịch vụ | No                                          |
| Luật chống phân biệt đối xử trong tất cả các lĩnh vực khác          | No                                          |
| Hôn nhân đồng giới                                                  | / (Được công nhận khi thực hiện ở Hà Lan)   |
| Kết hợp dân sự                                                      | (Từ năm 2016)                               |
| Con nuôi của các cặp đồng giới                                      | No                                          |
| Con nuôi chung của các cặp đồng giới                                | No                                          |
| Người LGBT được phép phục vụ trong quân đội                         | (Hà Lan chịu trách nhiệm quốc phòng)        |
| Quyền thay đổi giới tính hợp pháp                                   | No                                          |
| Truy cập IVF cho đồng tính nữ                                       | No                                          |
| Mang thai hộ thương mại cho các cặp đồng tính nam                   | (Cấm cho các cặp vợ chồng dị tính cũng vậy) |
| NQHN được phép hiến máu                                             |                                             |